# Herodes Agrippa
|  | Ikke at forveksle med Herodes Agrippa 2. For alternative betydninger, se Herodes og Agrippa. |
Herodes Agrippa 1. (født 10 f.Kr., død 44 e.Kr.) var en jødisk konge. Han var søn af Aristobulos 4. og sønnesøn af Herodes den Store.
Ifølge Josephus sendte Herodes ham til det kejserlige hof i Rom efter mordet på hans far i 7 f.Kr. Han opvoksede der og blev ven med kejser Tiberius og dennes søn Drusus, men blev tvunget til at forlade byen efter Drusus' død i 23 e.Kr. Herefter levede Agrippa en omtumlet tilværelse og var en overgang embedsmand for sin onkel landshøvding Herodes Antipas i Galilæa.
Til sidst vendte han tilbage til Rom, hvor Tiberius igen tog venligt imod ham. Her blev han gode venner med Caligula, og da Caligula besteg tronen i år 37, blev han udnævnt til statholder med titel af konge i Batanæa og Trachonitis. I 39 vendte Agrippa igen tilbage til Rom og fik sin onkel Antipas afsat, hvorefter han fik lagt Antipas' områder ind under sit kongedømme. Efter Caligulas død i 41 fik Agrippa lagt Judæa ind under sit kongedømme som belønning for at have hjulpet kejser Claudius til magten, og han regerede derefter over et område svarende til Herodes den Stores.
Ifølge Apostlenes Gerninger, kapitel 12, henrettede Herodes Agrippa i påsken år 44 apostlen Jakob den Ældre og anholdt Peter for at gøre jøderne tilfredse. Efter at Peter var flygtet fra fængslet, lod Herodes Agrippa Peters fangevogtere henrette. Senere samme år døde han angiveligt ved at blive ædt op indefra af maddiker, fordi han havde opført sig ekstravagant og ikke givet Gud æren.
Josephus' beretning om Agrippas død minder om Apostlenes Gerningers, idet han ifølge denne beretning døde efter fem dages voldsomme smerter i indvolde og hjerte. Efter Agrippas død overlod Claudius styret i Judæa til romerske procuratorer frem for at lade Agrippas søn af samme navn overtage tronen.